# Качин (село)
Ка́чин (укр. Качин) — село в Сошичненской сельской общине Камень-Каширского района Волынской области Украины.
Население по переписи 2001 года составляет 910 человек. Почтовый индекс — 44542. Телефонный код — 3357. Занимает площадь 6,134 км².
Близ села в 1961 году был найден один из крупнейших кладов конца римского периода IV — начала V века н. э., найденных на территории Правобережной Украины.

## Галерея
- Церковь Успения Пресвятой Богородицы
- Охранная табличка на церкви